# Raffi Kaiser
 (mai 2019).
Raffi Kaiser, né le 27 mai 1931 à Jérusalem, est un artiste franco-israélien installé à Paris, célèbre pour ses grands dessins de la Chine, d'Israël et du Japon.

## Biographie

### Formation
Pendant ses années de lycée, il fait des études d'art au studio du peintre Aaron AVNY à Tel Aviv (1945-1948). Il arrive à Paris le 1er septembre 1951 et entre l'École nationale supérieure des beaux-arts de Paris (1952-1955), puis à l'Académie des beaux-arts de Florence (1955-1957), Raffi Kaiser vit en Toscane de 1960 à 1962, où il étudie l'art italien médiéval et la Renaissance italienne, puis s'installe à Paris en 1962.

### Premières expositions
En 1967, il gagne le prix Adolphe-Neuman, et est également désigné comme le meilleur artiste étranger par le musée d'Art moderne de la ville de Paris. Il multiplie alors les expositions individuelles et collectives, en Grande-Bretagne, en Belgique, en Suisse (exposition internationale de Bâle), au Canada (Ottawa, 1978), aux États-Unis (en 1969 au musée Saginawa dans le Michigan, en 1975 au musée juif de New York ainsi que dans de nombreuses galeries parisiennes et au Grand Palais (1977).

### Retraite dans le désert israélien
En 1978, lassé de sa notoriété et en quête de renouveau, il fait une retraite de trois ans dans le désert (désert de Judée et désert du Néguev), où il change radicalement sa manière de travailler : il passe de sujets imaginaires ou fantastiques à la description de paysages, de la couleur au noir et blanc, et de la peinture au dessin.

### Voyages et maturité

#### Chine
La retraite dans le désert israélien ouvre un cycle de plusieurs voyages. C'est d'abord, en 1987, un séjour de six mois en Chine, sur les traces des artistes de la dynastie Song et de la dynastie Yuan (XXe – XIIIe siècles av. J.-C.). Les dessins qu'il en rapporte, la Suite chinoise, seront exposés en 1990 à Paris : à cette occasion, il est le premier artiste non asiatique à avoir une exposition individuelle au musée national des Arts asiatiques - Guimet. Dans le catalogue du musée Guimet, le directeur du musée Guimet écrit : « Le musée Guimet dont la vocation est de transmettre la connaissance des arts d’Asie a dérogé, à cette occasion, au principe qui exclut la présentation d’œuvres d’artistes vivants, en raison du caractère exceptionnel de cette œuvre. »

#### Japon
En 1991, il est également le premier peintre à être invité au Japon par la Nomura Cultural Foundation pour une période d'un an. Il sillonne le pays et voyage notamment à travers les montagnes japonaises. Ce voyage est prolongé par un séjour de trois mois à la villa Kujoyama de Kyoto, dont sera issue une deuxième série de dessins de grande ampleur, la Suite japonaise. Il est à nouveau exposé au Japon en 2000, pour la Triennale d'Echigo-Tsumari, festival international d'art contemporain dans la préfecture de Niigata. Le Japon continue à irriguer son imaginaire et sa pratique artistique, avec une série de Paravents exposés en 2006 au musée des arts appliqués de Francfort et la participation à l'exposition collective « Japan and the West, » au Kunstmuseum Wolfsburg en 2007, où son travail est présenté en dialogue avec celui de Richard Long sur le land art.

#### Israël
Il revient également à plusieurs reprises en Israël, notamment dans le désert du Néguev pendant la période 1995-1997. La majeure partie des dessins qu'il en a tirés (la Suite israélienne) est visible dans le livre Paysages des origines, catalogue de l’exposition du musée de Cologne (Romisch Germanisches Museum, 1999-2000).

## Œuvre
L'œuvre de Raffi Kaiser est aujourd'hui exposée dans les musées et les galeries du monde entier, aux États-Unis (Art Institute of Chicago, Space and Spirits of Israel, 1982), en Italie (Galleria del Leone, Venise, 2003), au Japon, etc. La première grande rétrospective de ses œuvres a eu lieu au Morat-Institut für Kunst und Kunstwissenschaft de Fribourg, qui avait déjà accueilli en 2012, pour la première fois, la série de ses trois grandes Suites (chinoise, japonaise, israélienne) dans l'exposition « Le Voyage des voyages ».
La veine surréaliste de la première période (1962-1978 : jeux d'échecs, châteaux kafkaïens, fauteuil surréaliste…), bien résumée par des titres comme Paysage imaginaire (Imaginary Landscape, 1960) ou Composition surréaliste (1973), utilise beaucoup de couleurs, et des méthodes comme la tempera ou le calcul du nombre d'or, mêlée à l'influence de l’école siennoise (notamment Paolo Uccello). À partir de la retraite dans le désert, elle cède progressivement la place à une description acérée des paysages naturels, retranscrits mais aussi complètement sublimés par la vision de l'artiste, pour culminer dans les grands dessins d'Israël, de la Chine et du Japon. L'inspiration de la Renaissance italienne est toujours présente, mais s'y mêlent désormais des supports nouveaux (rouleaux, paravents…), ainsi que des sujets et des techniques montrant ses affinités avec les peintres de l'Extrême-Orient.
Pour le critique d'art Nicholas Fox Weber, « écrire sur le travail de Raffi Kaiser est un peu comme écrire sur une soprano virtuose en train de chanter Bach. L'expérience de voir/écouter dépasse tout ce qu'on peut mettre en mots. » Comparant le travail de Kaiser à celui de Matisse, aux natures mortes de Morandi ou à certains jardins zen de Kyoto, il note qu'« il évite presque toute technologie (ordinateurs, téléphones mobiles, etc.) qui diminue la capacité de vraiment voir, écouter et observer de première main avec l'acuité mentale la plus complète possible. »
L'écrivain et critique d'art Michaël Ferrier, insiste quant à lui sur la relation de Kaiser et d'artistes comme Sesshu et Hasegawa Tōhaku, ainsi que sur sa large palette technique (encre de Chine, poudre de graphite, plume, pointe d'argent sur papier préparé) et la variété des effets qu'il sait en tirer (monochromes ou couleurs légères, bistres, ocres). Selon lui, le travail de Raffi Kaiser a aussi une portée politique au sens large, et notamment écologique : « le rouleau comme expérience du voyage et la non-domination de la nature par l’homme. » Mais au-delà, il s'agit aussi d'« un moyen, par rapport au spectateur, de le désinscrire de ses cadres sociaux et de ses repères habituels » pour retrouver ce que Kaiser nomme « le vrai sentiment de l’espace et du lieu », une « perception sensorielle de base et plongée complète », « une plongée dans la sensation et dans le geste de la retranscrire » qui est le geste même de l'art.

## Expositions personnelles
- 1968 Galerie 44, Bruxelles.
- 1968 Galerie Gordon , Tel-Aviv.
- 1972 Galerie Gordon, Tel-Aviv.
- 1975 Galerie Goldman pour la Foire internationale de Bâle, Bâle, Suisse.
- 1975 Galerie Goldman, Haïfa, Israël.
- 1977 Galerie Fine Art Aberbach, New York.
- 1985 Galerie de France, Paris.
- 1985 Kunstverein, Heildeberg, Allemagne.
- 1985 Musée de Beyerd, Breda, Pays-Bas.
- 1986 Galerie Goldman pour la Foire internationale de Bâle, Bâle, Suisse.
- 1988 Stuttgart Town-Hall, Stuttgart, Allemagne.
- 1990 "Huanshan", Musée Guimet,
- 1990 Paris.Galerie Heyram-Semmler, Paris.
- 1991 Musée Suermondt-Ludwig, Aix-la-Chapelle, Allemagne.
- 1997 Galerie Fille du Calvaire, Paris.
- 1998 Musée de Beyerd, Breda, Pays-Bas.
- 1999 Musée Römisch-Germanisches, Cologne, Allemagne.
- 1999 Espace Furstemberg, Galerie Mabel Semmler, Paris.
- 2001 Morat-Institut für Kunst und Kunstwissenschaft, Fribourg-en-Brisgau, Allemagne.
- 2003 Galerie del Leone, Venise, Italie.
- 2006 "Paravent" Museum für Angewandte Kunst, Francfort, Allemagne.
- 2006 "Premordiel Landscapes", Galerie Friedrich Müller, Francfort, Allemagne.
- 2007 "Portraits of Trees", Galerie Friedrich Müller, Francfort, Allemagne.
- 2016 Des Cimes et des Abîmes, Morat-Institut für Kunst und Kunstwissenschaft, Fribourg-en-Brisgau, Allemagne.

## Expositions collectives
- 1969 Cinq artistes Israélien, Musée Saginawa, Michigan, USA.
- 1970 Biennale internationale de Bradford, Royaume-Uni.
- 1972 "Les Fantastiques Contemporains", Galerie Gaubert, Paris.
- 1975 Galerie Lilian François, Paris.
- 1976 Espace Insolite, Palais des Congrès, Strasbourg.
- 1976 Foire de la première exposition des critiques d'art, Paris la Défense, Paris.
- 1977 Perspective Israélienne, Grand Palais, Paris.
- 1978 Festival d'Art israélien, Ottawa, Canada.
- 1979 Festival d'Art israélien, Berlin, Allemagne.
- 1994 Réouverture du Musée Suermondt-Ludwig, Aix-la-Chapelle, Allemagne.
- 2000 Triennale d'Art d'Echigo Tsumari, préfecture de Niigata, Japon.
- 2007 L’Homme-Paysage, Visions artistiques du paysage anthropomorphe entre le XVIe et le XXIe siècle, Palais des beaux -arts de Lille. Commissaire Jeanette Zwingenberger
- 2007-2008 Japan and the West: The Filled Void, Kunstmuseum Wolfsburg, Commissaire Markus Brüderlin
- 2013 Schöne Landschaft – Bedrohte Natur. Alte Meister im Dialog mit zeitgenössischer Kunst. Landschaftsbilder aus der SØR Rusche Sammlung Oelde/Berlin, Kunsthalle Dominikanerkirche, Osnabrück. Commissaire Jeanette Zwingenberger

## Publications
- 1982 Lithographies de Raffi Kaiser, Espace Esprit d'Israël, Éditions Images, Paris.
- 1992 "Livre des Roches et des Nuages", Poème de Kenneth White et dessins de Raffi Kaiser, Imprimerie Nationale, Paris.

## Prix
- 1967 Premier prix Adolphe Neuman, Grand Palais, Paris.
- 1967 Prix du meilleur artiste étranger du Musée d'art moderne de la ville de Paris.

## Résidences
- 1991 : Premier peintre invité par la Fondation Culturelle de la Société Nomura, Tokyo, Japon.
- 1993 : Villa Kujoyama, Kyoto, Japon.
- 1995 : Ville de Mitzpe Ramon, désert du Negev, Israël.